# Wolf 1061
Wolf 1061 (còn được gọi là HIP 80824 và V2306 Ophiuchi) là một ngôi sao lùn đỏ hạng M nằm cách xa Trái Đất khoảng 14,1 năm ánh sáng trong chòm sao Xà Phu. Đây là hệ sao được biết đến gần nhất với Mặt trời thứ 36 và có chuyển động thích hợp tương đối cao là 1,2 giây cung mỗi năm. Giống như nhiều sao lùn đỏ, rất có thể nó có thời gian quay dài hơn 100 ngày, mặc dù rất khó để đo chính xác. Wolf 1061 không có bất kỳ đặc điểm quang phổ bất thường nào. Ngôi sao này lần đầu tiên được xếp vào năm 1919 bởi nhà thiên văn học người Đức Max Wolf khi ông công bố một danh sách các ngôi sao mờ có chuyển động thích hợp cao. Tên của Wolf 1061 bắt nguồn từ danh sách này. Ngôi sao có chu kỳ quay sao là 89,3 ± 1,8 ~ ngày. Một nghiên cứu kéo dài 7 năm không tìm thấy bằng chứng về quá trình trắc quang và xác nhận các tín hiệu vận tốc hướng tâm không phải do hoạt động của sao. Ước tính vùng có thể ở được cho hệ thống nằm trong khoảng từ 0,1 đến 0,2 AU từ ngôi sao.

## Hệ hành tinh
Vào tháng 12 năm 2015, một nhóm các nhà thiên văn học từ Đại học New South Wales đã công bố phát hiện ra ba hành tinh quay quanh Wolf 1061. Các hành tinh được phát hiện bằng cách phân tích 10 năm quan sát hệ thống Wolf 1061 bằng máy quang phổ HARPS tại Đài thiên văn La Silla ở Chile. Nhóm nghiên cứu đã sử dụng lưu trữ các phép đo tốc độ hướng tâm của phổ sao trong dữ liệu HARPS và cùng với 8 năm trắc quang từ Khảo sát tự động toàn bộ bầu trời, đã phát hiện ra hai hành tinh xác định rằng có chu kỳ quỹ đạo khoảng 4,9 và 17,9 ngày và rất có thể là thứ ba với thời gian 67,3 ngày.
Tất cả ba hành tinh đều có khối lượng đủ thấp đến mức chúng có khả năng là các hành tinh đá tương tự như các hành tinh bên trong Hệ Mặt trời mặc dù kích thước và mật độ thực tế của chúng hiện vẫn chưa rõ. Tuy nhiên, thông tin này có thể được xác định nếu các hành tinh xảy ra quá cảnh trước Wolf 1061 khi nhìn từ Trái Đất. Bởi vì cả ba hành tinh này đều quay gần ngôi sao và có chu kỳ quỹ đạo ngắn, nên có khả năng điều này sẽ xảy ra. Nhóm nghiên cứu của Đại học New South Wales ước tính cơ hội quá cảnh ở khoảng 14% cho hành tinh b, 6% cho hành tinh c và 3% cho hành tinh d.
Một trong những hành tinh, Wolf 1061 c, là một siêu Trái Đất nằm gần rìa bên trong của khu vực có thể sống được của ngôi sao, kéo dài một cách bảo toàn từ 0,11 đến 0,21 AU, hoặc nhiều nhất là từ 0,09 đến 0,23 AU. Đây là một trong những hành tinh có khả năng sinh sống gần nhất được biết đến Trái Đất sau Proxima Centauri b, Ross 128 b và Luyten b. Hành tinh tiếp theo, Wolf 1061 d, hành tinh có thể ở được một chút tùy thuộc vào thành phần khí quyển của nó khi nó quay quanh khu vực có thể sống được.
Vào tháng 3 năm 2017, một nhóm các nhà thiên văn học khác đã phân tích lại hệ thống bằng máy quang phổ HARPS. Họ đã tìm thấy các hành tinh b và c khá giống với các thông số được báo cáo ban đầu của họ, nhưng thấy rằng hành tinh d có khối lượng lớn hơn và trong quỹ đạo lớn hơn, lập dị hơn. Nhóm cũng có thể tìm thấy các thông số đã cập nhật cho ngôi sao chủ. Kết quả của họ cho thấy rằng Wolf 1061 c nhỏ hơn một chút, nhưng gần với rìa bên trong của vùng có thể sống được.
| Đồng hành </br> (theo thứ tự từ sao) | Khối lượng                   | Trục bán nguyệt </br> (AU) | Chu kỳ quỹ đạo </br> (ngày) | Độ lệch tâm              | Độ nghiêng | Bán kính            |
| ------------------------------------ | ---------------------------- | -------------------------- | --------------------------- | ------------------------ | ---------- | ------------------- |
| b                                    | 1,91 ± 0,25 M ⊕              | 0,0375 ± 0,0012            | 4,8869 ± 0,0005             | 0,15 +0,13 </br> − 0,10  | -          | 1,2 (ước tính) R ⊕  |
| c                                    | ≥3,41 +0,43 </br> − 0,41 M ⊕ | 0,0890 ± 0,003             | 17,8719 ± 0,0059            | 0,11 +0.10 </br> − 0,07  | -          | 1,45 (ước tính) R ⊕ |
| d                                    | ≥7,7 +1.12 </br> − 1,06 M ⊕  | 0,470 ± 0,016              | 217,21 +0,55 </br> − 0,52   | 0,55 + 0,08 </br> − 0,09 | -          | 2.2 (ước tính) R ⊕  |